# Гогенбаден
Замок Хоэнбаден (нем. Schloss Hohenbaden), известный среди местного населения как Старый замок (нем. Altes Schloss), находится в городе Баден-Бадене в немецкой земле Баден-Вюртемберг.

## История
Замок Хоэнбаден был построен на скалах Баттерт на высоте 410 метров над уровнем моря по приказу маркграфа Германа II. Замок представляет собой один из самых ранних примеров средневековых сооружений, имеющих канализационную систему. С XI по XV век Хоэнбаден являлся резиденцией маркграфов Баденских из династии Церингенов. После строительства нового замка, резиденция была перенесена в него, а старый замок Хоэнбаден был разорён пожаром в 1599 году.
В 1999 году при участии известного музыканта Рюдигера Оппермана в рыцарском зале замка была установлена эолова арфа, звучащая благодаря вызываемым ветром колебаниям воздуха. В настоящее время руины замка являются одной из главных туристических достопримечательностей города.